# Герб Сторожинецкого района
Герб Сторожинецкого района — один из символов Сторожинецкого района Черновицкой области Украины. Утвержден 11 апреля 2003 года решением районного совета.

## Описание
Герб Сторожинецкого района представляет из себя щит разделенный на 4 части. В левой верхней части на зеленом поле в левом верхнем углу четверть золотого круга с четырьмя лучами, символизирует солнце. В правой верхней части на золотом поле изображение двух зеленых холмов, символизирующее предгорья Карпат. В правой нижней части на зеленом поле кисть золотых буковых орешков с листочками, символизирующая принадлежность района к Буковине. В левой нижней части на золотом поле символическое изображение ели, символизирующее основное природное богатство края - его леса. Щит увенчан стилизованной зелено-золотой короной, зубцы которой сделаны в форме листьев деревьев.
Щит с гербом района поддерживают с левой стороны коричневый олень с золотыми рогами, с правой коричневый зубр с золотыми рогами. Под щитом идет золотая лента с черной надписью «Сторожинецкий район».

## Символика
- Два холма — символ предгорья Карпат.
- Орешки — символ принадлежности к Буковине.
- Ель — символ основного богатства района.